# Shoma Sato
Shoma Sato –en japonés, 佐藤翔馬, Sato Shoma– (Tokio, 8 de junio de 2001) es un deportista japonés que compite en natación. Ganó una medalla de plata en el Campeonato Mundial Junior de Natación de 2019, en la prueba de 200 m braza.